# 홍성덕 (연출가)
홍성덕(1954년 8월 16일 ~ )은 KBS 드라마본부의 프로듀서이다.

## 학력
- 동국대학교 연극영화과 학사
- 홍익대학교 산업미술대학원 석사

## 경력
- KBS 드라마본부 PD
- KBS 드라마운영팀 CP
- KBS 드라마본부 제작위원